# Trynidad i Tobago na Letnich Igrzyskach Olimpijskich 2024
Trynidad i Tobago na Letnich Igrzyskach Olimpijskich 2024 – występ kadry sportowców reprezentujących Trynidad i Tobago na igrzyskach olimpijskich, które odbyły się w Paryżu we Francji, w dniach 26 lipca – 11 sierpnia 2024.
Reprezentacja Trynidadu i Tobago liczyła siedemnaścioro zawodników – siedem kobiet i dziesięciu mężczyzn, którzy wystąpili w 3 dyscyplinach.
Był to dziewiętnasty start Trynidadu i Tobago na letnich igrzyskach olimpijskich.

## Reprezentanci

### Kolarstwo

#### Kolarstwo torowe
Keirin
| Zawodnik      | Konkurencja | Eliminacje | Repesaże | Ćwierćfinały | Półfinały | Finał   | Źródło |
| Zawodnik      | Konkurencja | Miejsce    | Miejsce  | Miejsce      | Miejsce   | Miejsce | Źródło |
| ------------- | ----------- | ---------- | -------- | ------------ | --------- | ------- | ------ |
| Kwesi Browne  | mężczyźni   | 3. R       | DNF      | NQ           | NQ        | NQ      | [ 1 ]  |
| Nicholas Paul | mężczyźni   | 1. Q       | —        | 5.           | NQ        | NQ      | [ 2 ]  |

Sprint
| Zawodnik      | Konkurencja | Kwalifikacje         | Kwalifikacje | Runda 1                         | Repesaż 1                       | Runda 2                         | Repasaż 2                       | Runda 3                         | Repasaż 3                       | Ćwierćfinały                    | Półfinały                       | Finał / 3. miejsce              | Finał / 3. miejsce | Źródło |
| Zawodnik      | Konkurencja | Czas Prędkość (km/h) | Poz.         | Przeciwnik Czas Prędkość (km/h) | Przeciwnik Czas Prędkość (km/h) | Przeciwnik Czas Prędkość (km/h) | Przeciwnik Czas Prędkość (km/h) | Przeciwnik Czas Prędkość (km/h) | Przeciwnik Czas Prędkość (km/h) | Przeciwnik Czas Prędkość (km/h) | Przeciwnik Czas Prędkość (km/h) | Przeciwnik Czas Prędkość (km/h) | Poz.               | Źródło |
| ------------- | ----------- | -------------------- | ------------ | ------------------------------- | ------------------------------- | ------------------------------- | ------------------------------- | ------------------------------- | ------------------------------- | ------------------------------- | ------------------------------- | ------------------------------- | ------------------ | ------ |
| Kwesi Browne  | mężczyźni   | 9.773 (73.672)       | 26.          | NQ                              | NQ                              | NQ                              | NQ                              | NQ                              | NQ                              | NQ                              | NQ                              | NQ                              | NQ                 | [ 1 ]  |
| Nicholas Paul | mężczyźni   | 9.371 (76.833)       | 9. Q         | Obara W 9.887 (72.823)          | —                               | Ota W 9.949 (72.369)            | —                               | Carlin P 9.965 (72.282)         | Obara Hoffman P 10.412 (71.692) | NQ                              | NQ                              | NQ                              | NQ                 | [ 2 ]  |

### Lekkoatletyka

#### Konkurencje biegowe
| Zawodnik                                                                    | Konkurencja            | Runda 1 | Runda 1 | Runda 2 | Runda 2 | Półfinał | Półfinał | Finał | Finał   | Źródło |
| Zawodnik                                                                    | Konkurencja            | Wynik   | Miejsce | Wynik   | Miejsce | Wynik    | Miejsce  | Wynik | Miejsce | Źródło |
| --------------------------------------------------------------------------- | ---------------------- | ------- | ------- | ------- | ------- | -------- | -------- | ----- | ------- | ------ |
| Michelle-Lee Ahye                                                           | bieg na 100 m (k)      | 11.33   | 37.     | NQ      | NQ      | NQ       | NQ       | NQ    | NQ      | [ 3 ]  |
| Devin Augustine                                                             | bieg na 100 m (m)      | 10.31   | 47.     | NQ      | NQ      | NQ       | NQ       | NQ    | NQ      | [ 4 ]  |
| Leah Bertrand                                                               | bieg na 100 m (k)      | 11.27   | 31. Q   | —       | —       | 11.37    | 25.      | NQ    | NQ      | [ 5 ]  |
| Jereem Richards                                                             | bieg na 400 m (m)      | 44.31   | 3. Q    | —       | —       | 44.33    | 7. Q     | 43.78 | 4.      | [ 6 ]  |
| Michelle-Lee Ahye Leah Bertrand Sanaa Frederick Sole Frederick Akilah Lewis | sztafeta 4 × 100 m (k) | 43,99   | 14.     | —       | —       | —        | —        | NQ    | NQ      | [ 7 ]  |
| Elijah Joseph Jaden Marchan Shakeem Mc Kay Renny Quow Jereem Richards       | sztafeta 4 × 400 m (m) | 3:06,73 | 15.     | —       | —       | —        | —        | NQ    | NQ      | [ 8 ]  |

#### Konkurencje techniczne
| Zawodnik        | Konkurencja        | Kwalifikacje | Kwalifikacje | Finał | Finał   | Źródło |
| Zawodnik        | Konkurencja        | Wynik        | Miejsce      | Wynik | Miejsce | Źródło |
| --------------- | ------------------ | ------------ | ------------ | ----- | ------- | ------ |
| Keshorn Walcott | rzut oszczepem (m) | 83.02        | 11.          | 86.16 | 7.      | [ 9 ]  |
| Portious Warren | pchnięcie kulą (k) | 17.22        | 22.          | NQ    | NQ      | [ 10 ] |

### Pływanie
| Zawodnik      | Konkurencja               | Eliminacje | Eliminacje | Półfinał | Półfinał | Finał | Finał | Źródło |
| Zawodnik      | Konkurencja               | Czas       | Poz.       | Czas     | Poz.     | Czas  | Poz.  | Źródło |
| ------------- | ------------------------- | ---------- | ---------- | -------- | -------- | ----- | ----- | ------ |
| Dylan Carter  | 50 m st. dowolnym (m)     | 22.18      | 29.        | NQ       | NQ       | NQ    | NQ    | [ 11 ] |
| Dylan Carter  | 100 m st. dowolnym (m)    | 49.35      | 34.        | NQ       | NQ       | NQ    | NQ    | [ 11 ] |
| Zuri Ferguson | 100 m st. grzbietowym (k) | 1:02.75    | 27.        | NQ       | NQ       | NQ    | NQ    | [ 12 ] |